# Айрик (Каркаралінський район)
Айри́к (каз. Айрық) — село у складі Каркаралінського району Карагандинської області Казахстану. Адміністративний центр Мадійського сільського округу.
Населення — 235 осіб (2021; 590 у 2009, 745 у 1999, 816 у 1989).
Національний склад станом на 1989 рік:
- казахи — 100 %.